# Partia Pracujących Kurdystanu
Partia Pracujących Kurdystanu (kurd. Partiya Karkerên Kurdistanê, PKK), w latach 2002–2003 jako KADEK, a w latach 2003–2005 jako KONGRA-GEL – partia polityczna i ruch separatystyczny Kurdów, uważana przez Turcję i część państw zachodnich za organizację terrorystyczną. 12 maja 2025 ogłosiła zakończenie walki zbrojnej i rozwiązanie swoich struktur.

## Historia

### Geneza

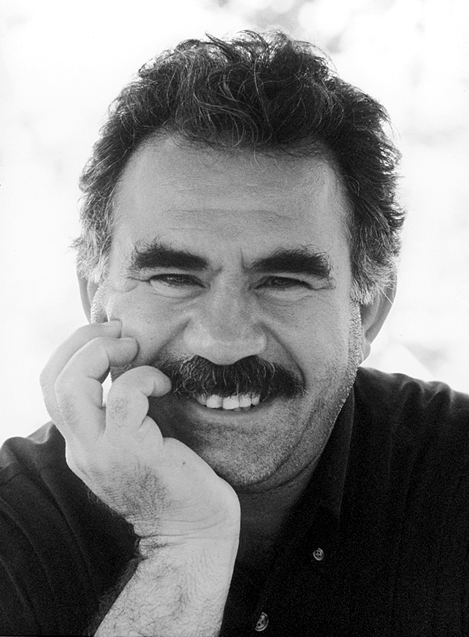
Abdullah „Apo” Öcalan, założyciel i ideolog partii

Korzenie partii sięgają kurdyjskiego ruchu studenckiego o lewicowej orientacji. Założyciele PKK byli członkami Rewolucyjnego Stowarzyszenia Studentów Ankary i Organizacji Młodzieży Rewolucyjnej, grupy te wyznawały marksistowsko-leninowskie i maoistowskie poglądy. W 1974 roku radykalni studenci założyli grupę partyzancką Kurdystan Rewolucyjny, której twórcą i liderem był Abdullah Öcalan, znany pod pseudonimem „Apo”. Partyzanci określali się jako „Apocular”, czyli Zwolennicy Apo. W 1977 roku Kurdystan Rewolucyjny przyjął program polityczny, „Apocular” domagali się w nim niepodległości Kurdystanu, budowy państwa marksistowsko-leninowskiego oraz likwidacji struktur plemiennych i wszelkich form ucisku. Wzorem dla kurdyjskich rewolucjonistów był Vietcong.
27 listopada 1978 roku we wsi Fis nieopodal Diyarbakır odbył się zjazd założycielski PKK. Twórcami partii byli dotychczasowi „Apocular”, a „Apo” został jej przywódcą.

### Działalność do 1980 roku
Początkowo ogarnięci doktryną marksizmu-leninizmu członkowie PKK zwalczali niemal wszystkich przeciwników tej ideologii. Partia sformowała bojówki atakujące zarówno ugrupowania prawicowe, jak i lewicowych konkurentów. Celem ataków byli też Kurdowie o umiarkowanych i prawicowych poglądach, liderzy plemienni czy posiadacze ziemscy. Wszyscy wspomniani byli przez PKK oskarżani o kolaborację z tureckim rządem.
Pierwszą spektakularną akcją PKK było usiłowanie zabójstwa najzamożniejszego posiadacza ziemskiego w regionie miasta Siverek. Atak na rezydencje „feudała” przeprowadziło siedmiu członków Komitetu Centralnego partii, napastnicy zostali odparci przez ochronę.

### Działalność z Syrii i Libanu
Dzień przed wojskowym zamachem stanu we wrześniu 1980 roku kierownictwo PKK przedostało się do Syrii. Nie wiadomo, czy ucieczka była zbiegiem okoliczności, czy PKK dostała informacje o planowanym puczu. Rządzący Syrią Hafiz al-Asad zezwolił przywódcom partii na zamieszkanie w Damaszku i umożliwił otworzenie obozów szkoleniowych PKK w libańskiej dolinie Bekaa (ta część Libanu była okupowana przez Syryjczyków). W latach 1980–1982 około 300 bojowników zostało przeszkolonych w tzw. Akademii im. Mahsuma Korkmaza w Helwe.
Do obozów szkoleniowych partii napłynęli Kurdowie z Turcji, Iranu i Iraku. Wśród ochotników znalazły się również setki kobiet. Partyzanci przechodzili szkolenie wojskowe prowadzone pod okiem oficerów Sił Zbrojnych Syrii i fedainów z Demokratycznego Frontu Wyzwolenia Palestyny. Bojowników obowiązywała rygorystycznie rozumiana dyscyplina: nie mogli oni spożywać alkoholu i innych używek, ani nawet łączyć się w pary. Ochotnicy poddani byli również indoktrynacji w duchu ortodoksyjnego komunizmu.

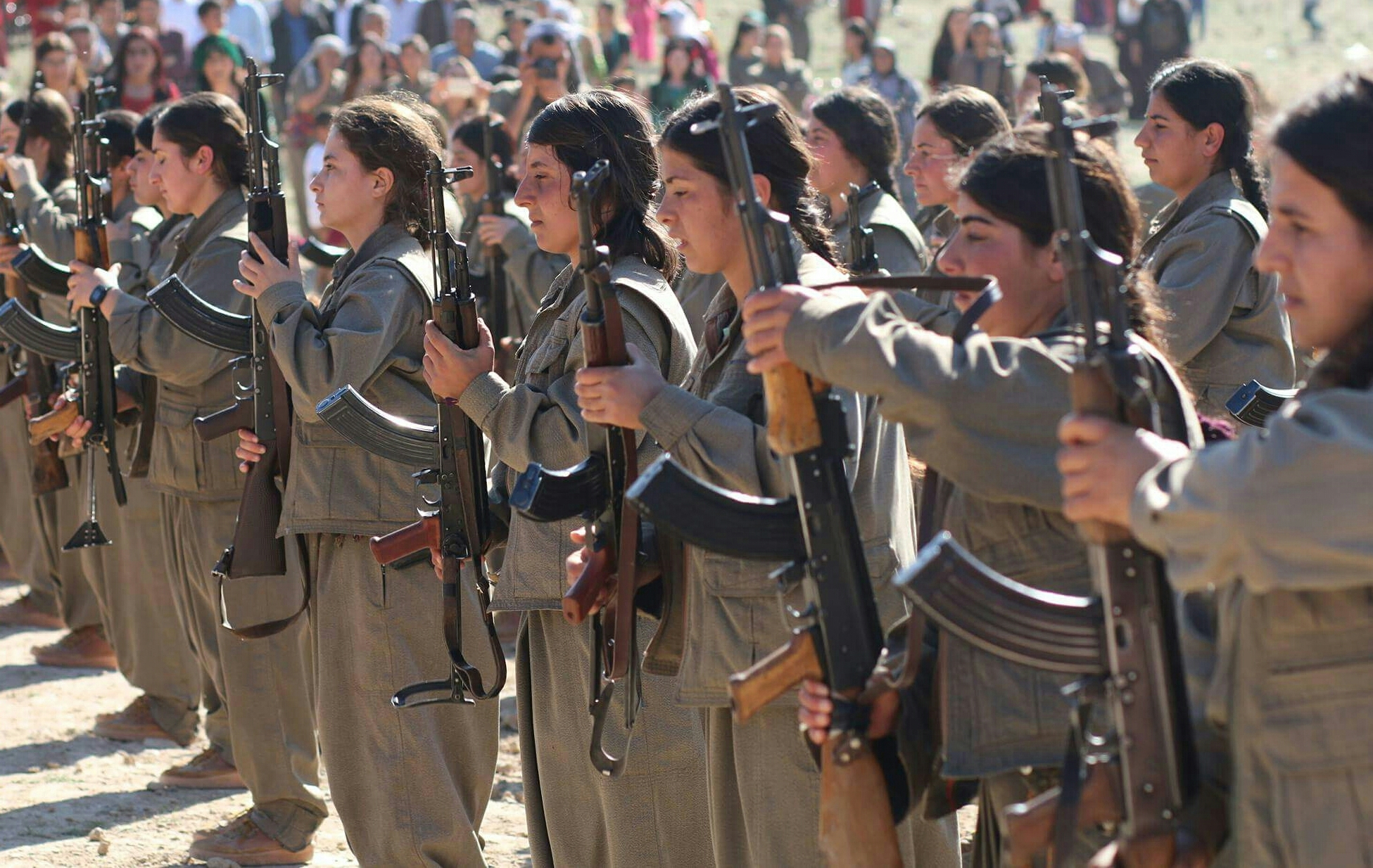
Bojowniczki partii w 2016 roku

Al-Asad, nie chcąc prowokować Turcji, zabronił PKK przeprowadzania operacji militarnych z terenu Syrii. Partia wykazała się za to w wojnie libańskiej, w której u boku palestyńskich fedainów walczyła z Izraelem.
Podczas gdy struktury partii rozwijały się na emigracji, w Turcji zostały niemal całkowicie rozbite. W tureckich więzieniach znalazła się nie tylko większość kadry dowódczej, ale też zwolenników partii. W samym tylko 1983 roku do więzień trafiło około 15 tysięcy podejrzanych o sprzyjanie PKK. Represje objęły nie tylko separatystów, ale ogół kurdyjskiej mniejszości.

### Działalność z północnego Iraku i początek rebelii
Na położenie partii korzystnie wpłynęła wojna iracko-irańska. W trakcie konfliktu PKK zbudowała swoje struktury w irackim Kurdystanie, z którego prowadziła zbrojne eskapady na teren Turcji. Przeciwnikiem separatystów były nie tylko tureckie służby, ale także oddziały złożone z kurdyjskich kolaborantów.

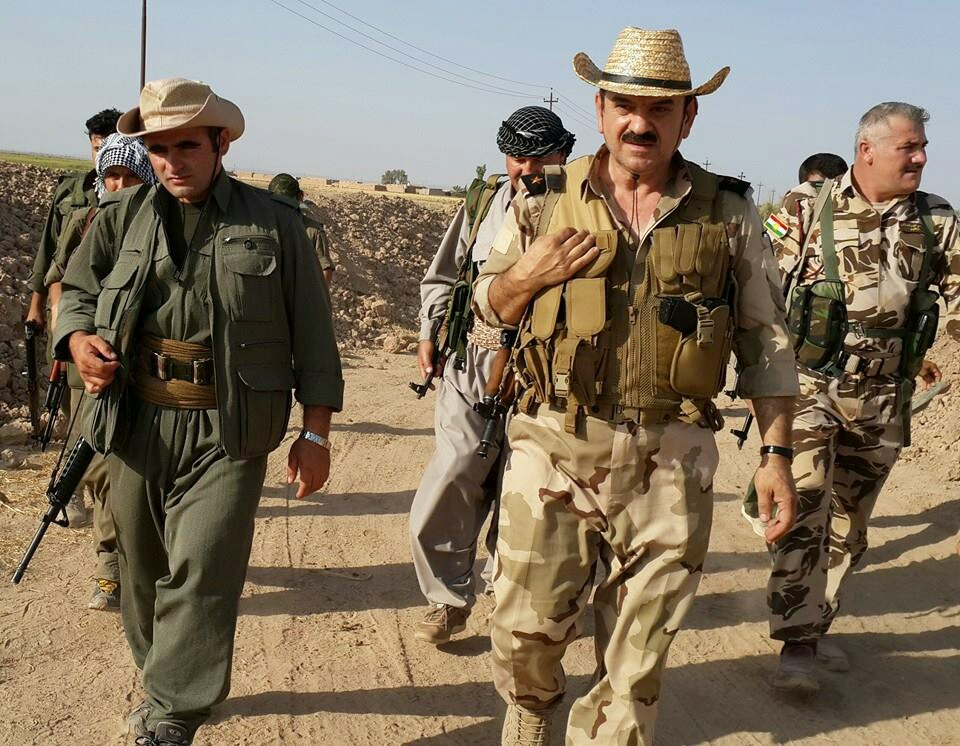
Bojownicy PKK i iraccy peszmergowie w 2015 roku

W 1984 roku sformowane zostały Siły Wyzwolenia Kurdystanu (Hêzên Rizgarîya Kurdistan) pełniące funkcję militarnego skrzydła partii, dwa lata później przemianowane na Ludową Armię Wyzwolenia Kurdystanu (Artêşa Rizgarîya Gelê Kurdistan). Oddziały HRK 15 sierpnia 1984 roku zaatakowały siły tureckie w prowincji Siirt. Była to pierwsza duża operacja wojskowa PKK. W 1985 roku kierownictwo partii sformowało Narodowy Front Wyzwolenia Kurdystanu (ERNK). Od tego momentu siły HRK stanowiły umundurowaną formację przystosowaną do walk w górach, ERNK natomiast „partyzantkę miejską” szkoloną do zadań terrorystycznych, obejmujących głównie ataki bombowe.

### „Kurdyjska intifada”
W 1987 roku turecki rząd wprowadził na obszarze tureckiego Kurdystanu stan wyjątkowy, co nie zatrzymało rebeliantów – wojna partyzancka ogarnęła całą południowo-wschodnią Turcję.
Wiosną 1990 roku w Nusaybin (potem też innych kurdyjskich miastach) wybuchło spontaniczne powstanie Serhildan, określane jako „kurdyjska intifada”. Liczebność ARGK, liczącej wówczas 2000 partyzantów, zaczęła dynamicznie rosnąć osiągając stan 10 tysięcy pod koniec 1992 roku. Rebelianci na zajętych terenach tworzyli alternatywne struktury administracji, biura partii i sądy. Członkowie partii dystrybuowali pośród Kurdów żywność, działali również podlegający partii lekarze.
Tureckie władze na bunt odpowiedziały masowymi aresztowaniami, zabójstwami i stosowaniem tortur wobec ludności kurdyjskiej. Turcy zakazali również Kurdom demonstrowania odrębności etnicznej, a nawet zabronili używania języka kurdyjskiego. We wrześniu 1992 roku Syria pod naciskiem Turcji zamknęła Akademię im. Mahsuma Korkmaza, a w październiku siły irackich Peszmergów zaatakowały bazy PKK w północnym Iraku. 20 marca 1993 roku Öcalan ogłosił jednostronne zawieszenie broni, które po dwóch miesiącach zostało zerwane. Nowa ofensywa PKK straciła jednak swój impet, zaś armia turecka odzyskała inicjatywę (tzw. Plan Zamek).
Po 1991 roku turecka armia kilkakrotnie wkraczała do północnego Iraku. Celem wojsk tureckich była likwidacja mieszących się tam obozów PKK. W 1994 roku do Kurdystanu irackiego wkroczyły liczące 35 tysięcy żołnierzy oddziały Tureckich Sił Zbrojnych. W 1995 roku armia turecka dwukrotnie powtórzyła akcje przeciwko oddziałom PKK w Iraku. Interweniująca armia nie zdołała zlikwidować irackich baz partii.
Według oficjalnych danych rządu w Ankarze, w konflikcie do 1999 roku zginęło 25139 członków PKK, 5882 funkcjonariuszy sił bezpieczeństwa i 5424 cywilów. W prowincjach objętych wojną Turcy wysiedlili ludność z 3-4 tysięcy wsi i osad, wiele z nich następnie spalono i zrównano z ziemią. Akcje wysiedleńcze często prowadzone były w ramach odwetu. Rząd Turcji przyznał, że przesiedlono 362915 osób. Zdaniem niezależnych obserwatorów i organizacji pozarządowych, rzeczywista liczba przymusowo przesiedlonych wynosi około 800 tysięcy.

### Ujęcie Öcalana i wstrzymanie walk
Pod koniec 1998 roku rząd Syrii wydalił z kraju liderów partii. Decyzja była skutkiem nacisków USA i Turcji. Z Syrii wyjechał między innymi przebywający w Damaszku Abdullah Öcalan. 16 lutego 1999 roku tureckie siły specjalne ujęły lidera PKK w Kenii. Sympatycy partii o współudział w porwaniu oskarżyli rządy Stanów Zjednoczonych i Izraela. Polityk został przez turecki sąd skazany na karę śmierci, którą następnie zmieniono na dożywotnie pozbawienie wolności. Choć Öcalan do dzisiaj pozostaje w więzieniu, dalej uważany jest przez partię za jej przywódcę. W latach 1999-2013 obowiązki dowódcy sprawował Murat Karayılan.

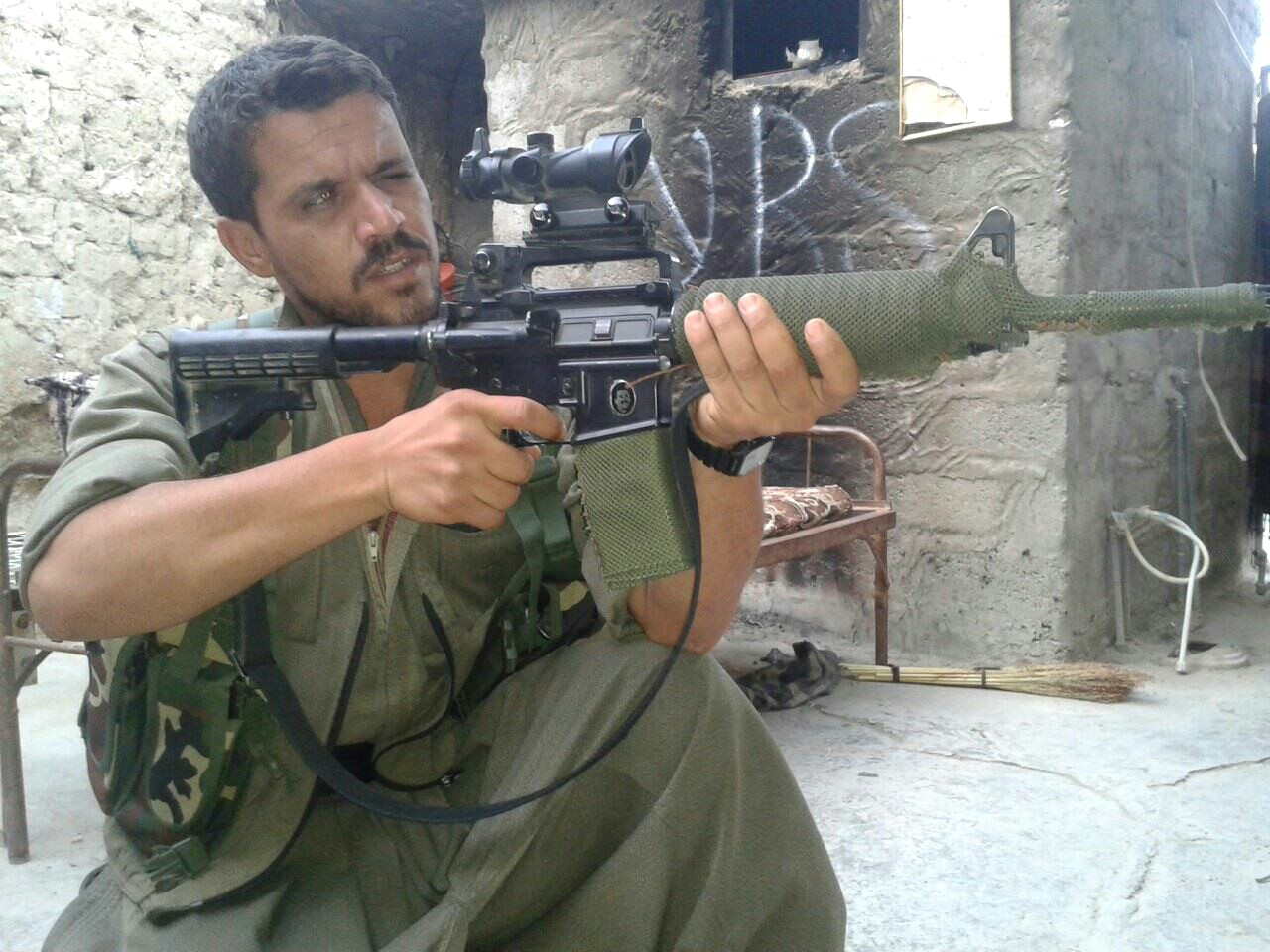
Partyzant PKK w mieście Sindżar (2016)

W lutym 2000 roku kierownictwo partii ogłosiło jednostronne zawieszenie broni i zapowiedziało prowadzenie działalności politycznej metodami pokojowymi.

### Jako KADEK i KONGRA-GEL
W 2002 roku PKK zmieniła nazwę na KADEK, czyli Kurdyjski Kongres Demokratyczno-Wolnościowy. KADEK deklarował, że odciął się od terrorystycznej przeszłości i będzie prowadził pokojową działalność, niemniej jednak skrzydło militarne ruchu działało dalej i rekrutowało oraz szkoliło nowych bojowników. Rząd turecki donosił przy tym o tym, że separatyści zakupili w Iranie, Iraku i Armenii znaczną ilość uzbrojenia, w tym przeciwlotnicze pociski ręczne Strzała-2.
W 2003 roku KADEK zmienił nazwę na KONGRA-GEL, czyli Kurdyjski Kongres Narodowy. Rok później KONGRA-GEL ogłosił zakończenie rozejmu. W kwietniu 2005 roku ugrupowanie powróciło do nazwy PKK.

### Wznowienie walk
W 2004 roku separatyści wznowili działalność zbrojną. Kampanii partyzanckiej towarzyszyły zamachy terrorystyczne przeprowadzane przez członków partii.
We wrześniu 2006 roku kierownictwo PKK zaproponowało obustronne zawieszenie broni, co odrzucone zostało przez stronę turecką.

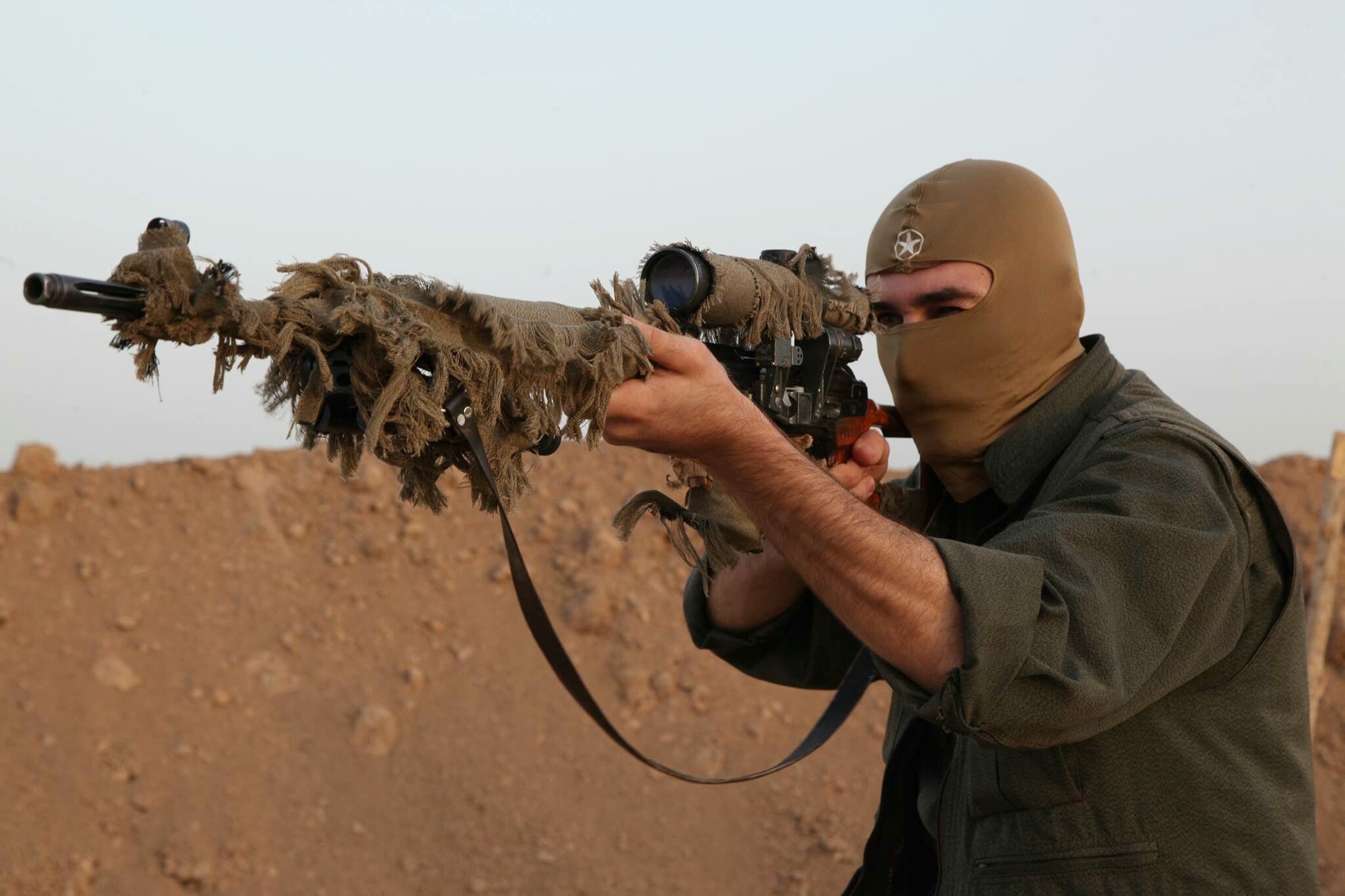
Snajper PKK w 2015 roku

W lutym 2008 roku wojsko tureckie wkroczyło do północnego Iraku celem likwidacji baz PKK w górach Kandil. Według tureckiego rządu w trwającej kilka dni ofensywie zginęło 27 tureckich funkcjonariuszy i 237 bojowników PKK.
W 2013 PKK oraz rząd Turcji wstrzymał walki i podjął rozmowy. 9 stycznia 2013 w Paryżu doszło do zabójstwa 3 kurdyjskich aktywistek powiązanych z PKK: Sakine Cansız, Fidan Doğan i Leylą Şaylemez. Zarówno Turcja, jak i Francja potępiły zabójstwa. Premier Turcji Recep Tayyip Erdoğan zasugerował, że morderstwa zostały dokonane z dwóch możliwych powodów: 1) w celu przerwania negocjacji władz tureckich z PKK lub 2) w celu przeprowadzenia wewnętrznej egzekucji w PKK. Wicepremier Turcji i rzecznik rządu Bülent Arınç potępił atak i złożył kondolencje.
W połowie lipca 2014 roku PKK zaangażowała się w walki z siłami Państwa Islamskiego w Rożawie. W sierpniu tego samego roku bojownicy wystąpili przeciwko Państwu Islamskiemu w północnym Iraku. W trakcie bitwy o Ajn al-Arab we wrześniu 2014 roku oddziały PKK bezpośrednio otrzymywały amerykańskie wsparcie. Kampanii przeciwko Państwu Islamskiemu towarzyszyły starcia pomiędzy PKK a Turcją na granicy syryjsko-tureckiej.
W marcu 2015 roku Öcalan wezwał do zakończenia wojny z Turcją i podjęcia rozmów na temat zawieszenia broni. Walki czasowo ustały, jednak już w lipcu konflikt wybuchł na nowo.
W marcu 2016 roku PKK przystąpiła do turecko-kurdyjskiej koalicji Zjednoczony Rewolucyjny Ruch Ludowy. Do sojuszu przystąpiło też kilka innych lewicowych ugrupowań w tym Turecka Partia Komunistyczna / Marksiści-Leniniści, Maoistowska Partia Komunistyczna i Marksistowsko-Leninowska Partia Komunistyczna.

### Wezwanie Öcalana do rozwiązania i zawieszenie broni z Turcją
W lutym 2025 roku przywódca Partii Pracujących Kurdystanu (PKK) Abdullah Öcalan wezwał wszystkich członków ugrupowania do złożenia broni i rozwiązania organizacji na dobre. W oświadczeniu odczytanym przez deputowanych prokurdyjskiej Ludowej Partii Równości i Demokracji (DEM), Öcalan wezwał PKK do zwołania kongresu, złożenia broni i rozwiązania się, Argumentując, że partia "zakończyła swój żywot, podobnie jak jej odpowiedniki, i konieczne jest jej rozwiązanie". Wezwał również do sojuszu między Turkami i Kurdami oraz do pokojowego współistnienia, cytując pozytywne podejście polityczne prezydenta Recepa Tayyipa Erdoğana i wezwania do pokoju ze strony Devleta Bahçeliego z Partii Narodowego Działania. W dniu 1 marca 2025 roku PKK ogłosiła zawieszenie broni z Turcją.

### Ogłoszenie zakończenia walki zbrojnej i rozwiązania struktur
12 maja 2025 na łamach powiązanego serwisu informacyjnego ANF upubliczniona została decyzja dwunastego kongresu partii mającego miejsce od 5 do 7 maja. Ogłoszono rozwiązanie struktury organizacyjnej PKK i zakończenie jej walki zbrojnej, "efektywnie kończąc wszystkie działania prowadzone pod szyldem PKK". Deklaracja kieruje członkostwo organizacji oraz jej zwolenników i szersze ruchy wolnościowe i lewicowe do zaangażowania się w działalność "społeczeństwa demokratycznego" przy użyciu pokojowych metod. Zaznacza jednak konieczność gotowości do samoobrony i że niezbędne do podjęcia szerszego demokratycznego zaangażowania jest uwolnienie Abdullaha Öcalana.

## Konflikt z islamistami
Oddziały partii zwalczają dżihadystów z Tureckiego Hezbollahu (zwanego też Kurdyjskim Hezbollahem). Hezbollah jest sunnicką formacją islamistyczną, która dąży do utworzenia w Turcji państwa religijnego. Islamistom nie odpowiadają skrajnie lewicowe poglądy PKK. Hezbollah był w przeszłości zbrojony przez turecki rząd, co oficjalnie potwierdzono w 2010 roku.

## Odgałęzienia PKK w Syrii i Iranie

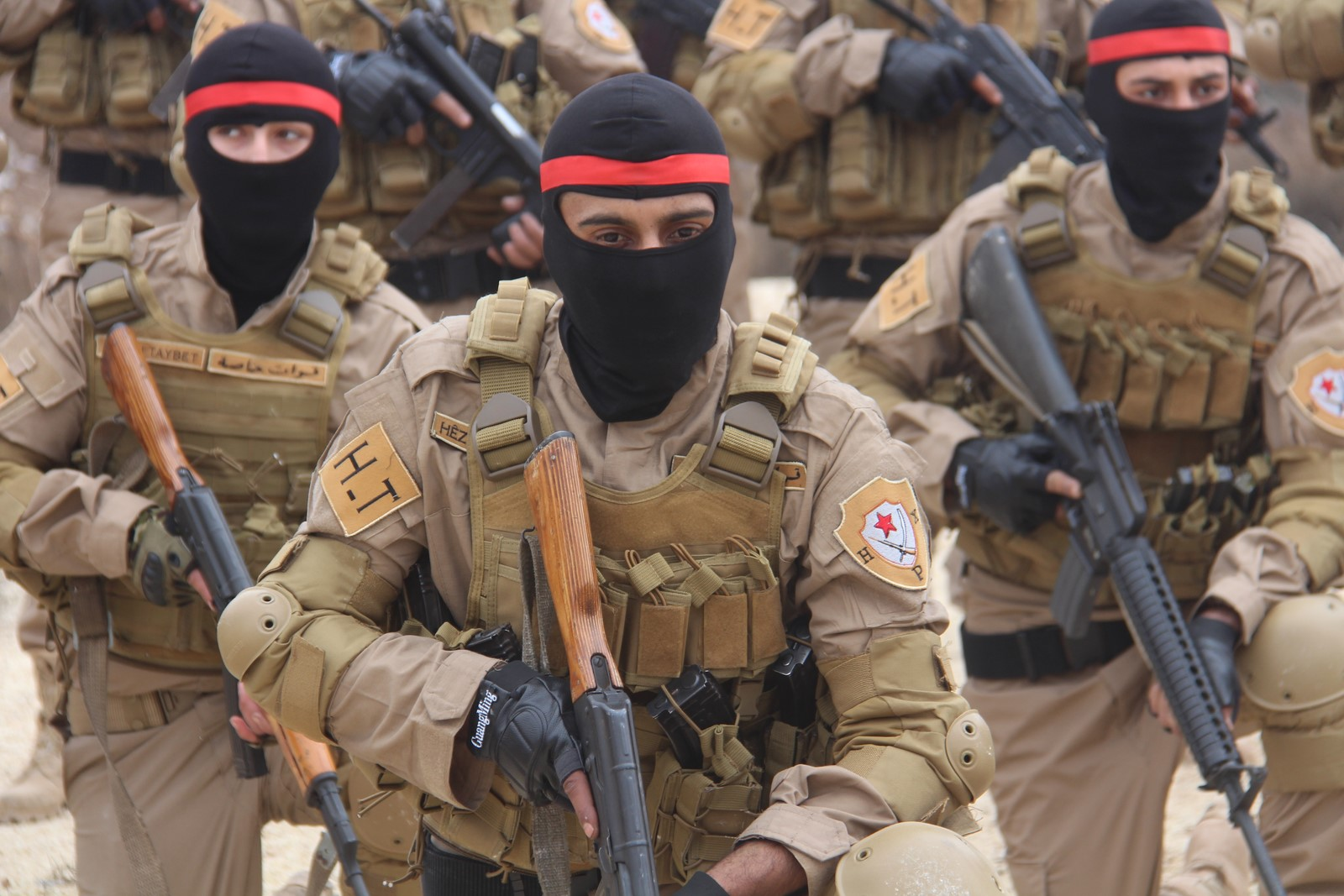
Siły specjalne YPG w 2013 roku

PKK współtworzyła część ruchu kurdyjskiego w Syrii i Iranie. W Syrii mianem odgałęzienia PKK określana bywa Partia Unii Demokratycznej (PYD), a w Iranie Partia Wolności Kurdystanu (PJAK).
PYD utworzona została w 2003 roku. Po wybuchu wojny domowej w Syrii PYD zawarła układ o nieagresji z reżimem Baszszara al-Asada. Umożliwiło to partii zdominowanie regionów Syrii zamieszkiwanych przez Kurdów. W listopadzie 2013 roku przedstawiciele PYD utworzyli autonomiczny rząd syryjskiego Kurdystanu. Region autonomiczny określany był jako Rożawa, Zachodni Kurdystan do czasu zawiązania szerszej koalicji z lokalnymi społecznościami Arabskimi, Asyryjskimi i Jezydzkimi w ramach SDF w efekcie którego tereny administrowane są przez Demokratyczną Autonomiczną Administrację Północno-Wschodniej Syrii. Według tureckiego rządu z PKK powiązana ma być też kurdyjska milicja Powszechne Jednostki Ochrony (YPG) wchodząca w skład SDF, mimo wielokrotnie wskazywanej przez nią niezależności oraz wieloletniej współpracy z siłami amerykańskimi przy zwalczaniu tzw. Państwa Islamskiego.
PJAK utworzona została w 2004 roku. Partia dysponuje militarnym skrzydłem znanym jako Siły Obronne Wschodniego Kurdystanu. Oddziały operują z obszarów północnego Iraku, skąd atakują cele irańskie. Stany Zjednoczone, Iran i Turcja uznają PJAK za organizację terrorystyczną.
PKK, PYD i PJAK współtworzą koalicję Unia Wspólnot w Kurdystanie (Koma Civakên Kurdistan).

## Działalność w Europie
Na początku lat 90. PKK utworzył struktury w Europie. Członkowie PKK działają pod przykrywką stowarzyszeń i związków zawodowych (ze względu na uznawanie PKK za grupę terrorystyczną). Organizacje działające pod parasolem PKK są szczególnie rozwinięte w Niemczech. W połowie lat 90. służby RFN twierdziły, że w kraju znajduje się około 6 tysięcy członków PKK i około 50 tysięcy sympatyków ugrupowania. Członkowie PKK w Europie zaangażowani są w antyturecką propagandę, zdarzały się też fizycznie ataki na tureckie cele, czy starcia ze zwolennikami tureckiej prawicy.
Z Europy nadają media PKK. Wśród nich znajdują się stacje telewizyjne Roj-TV (nadaje z Danii i Belgii), czy Mesopotamia TV (nadaje z Danii). PKK do celów propagandowych wykorzystuje też rozgłośnię radiową Dengê Kurdistan oraz gazety, wśród których większym wydawnictwem jest Yeni Özgür Politika.

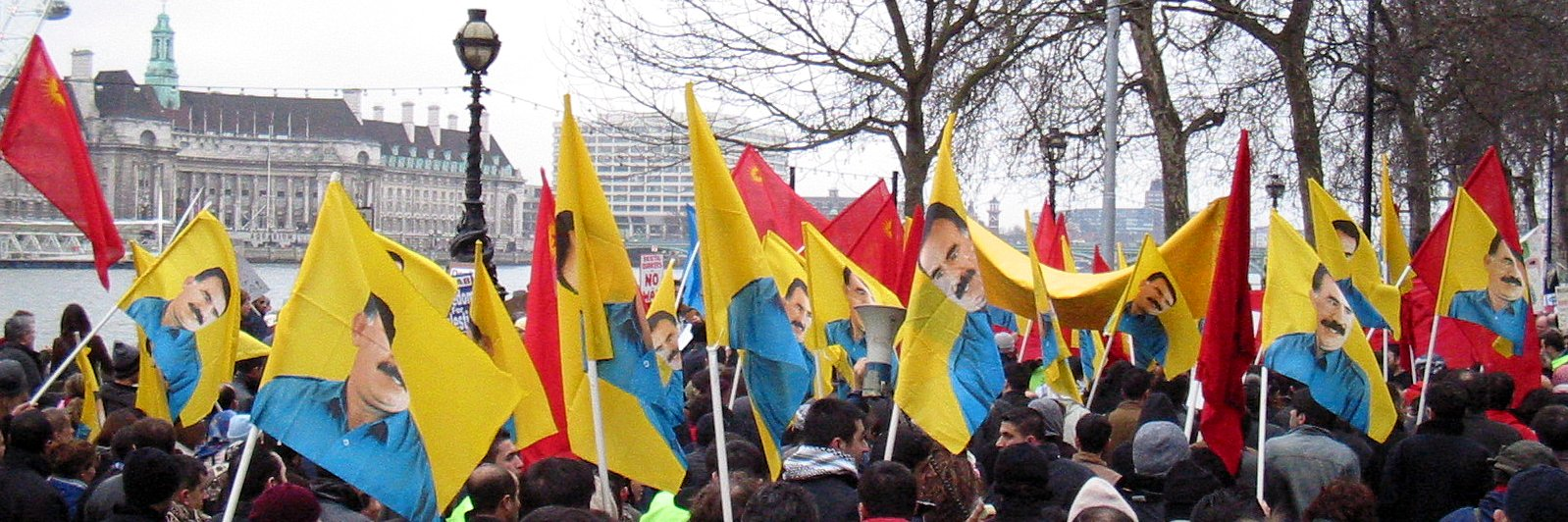
Demonstracja zwolenników PKK w Londynie (2003)

## Związki z Sokołami Wolności Kurdystanu
Niejasne są relacje PKK z terrorystycznymi Sokołami Wolności Kurdystanu (TAK). Organizacja prawdopodobnie utworzona została w 2004 roku w następstwie rozłamu w PKK. TAK bywa określana w mediach jako bojówka PKK, odłam PKK lub grupa z nią powiązana, sama PKK jednak konsekwentnie odcinała się od ich działalności tradycyjnie biorąc publiczną odpowiedzialność za swoje własne działania.

## Kontakty i wsparcie zagraniczne
Od 1980 roku partia wspierana była przez Syrię. Od 1980 roku do 1998 roku przywódcy organizacji ukrywali się w Damaszku, wydalono ich stamtąd dopiero po naciskach ze strony Turcji i Stanów Zjednoczonych. W latach 80. partyzanci PKK szkoleni byli w Libanie przez oficerów Syryjskich Sił Zbrojnych i fedainów z Demokratycznego Frontu Wyzwolenia Palestyny. Syria zapewniała także rebeliantom dostawy broni. W 1998 roku rządy Syrii i Turcji zawarły porozumienie, na mocy którego strona syryjska całkowicie wycofały się ze wspierania PKK.
W latach 80. bojownicy partii szkoleni byli w obozach treningowych na terenie Libii.
Według informacji zawartych na stronie The Washington Institute, do 1991 roku grupę dozbrajał i szkolił Związek Radziecki. Według Aleksandra Litwinienki Abdullah Öcalan został przeszkolony przez funkcjonariuszy KGB i FSB.
W trakcie swojego procesu Öcalan zeznał, że Grecja miała przekazywać partii broń i trenować jej bojowników. Szkolenia odbywać się miały w bazie wojskowej w Lawrio.
Zdaniem Council on Foreign Relations PKK wspierana była przez iracki reżim Saddama Husajna.
Według Barry’ego Rubina latach 90. rebelianci mieli przejść szkolenia wojskowe pod okiem przebywających na Bliskim Wschodzie żołnierzy północnokoreańskich.

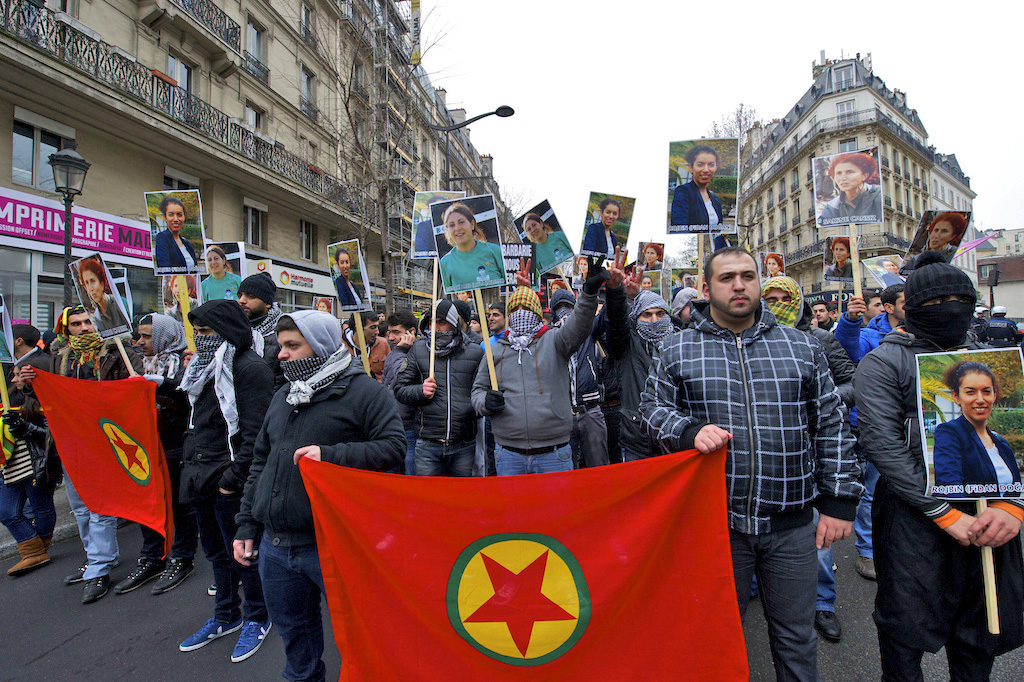
Demonstracja zwolenników partii w Paryżu w 2013 roku

W 2008 roku Turcja i Azerbejdżan oskarżyły Armenię o ukrywanie bojowników PKK w obozach na terenie Górskiego Karabachu, czemu rząd armeński zaprzeczył.
W trakcie bitwy o Ajn al-Arab we wrześniu 2014 roku oddziały PKK otrzymywały bezpośrednie wsparcie wojskowe ze strony USA.
Partia oskarżana była o wspieranie ormiańskiej organizacji terrorystycznej ASALA.

## Ideologia
Jest partią narodowowyzwoleńczą, separatystyczną i głoszącą demokratyczny konfederalizm. Ostatni z nurtów jest specyficzną ideologią opracowaną przez Abdullaha Öcalana w trakcie jego pobytu w więzieniu.
Zanim przyjęła demokratyczny konfederalizm, głosiła poglądy marksistowsko-leninowskie z wpływami maoizmu.
Głównym celem formacji jest niepodległość Kurdystanu.

## Jako organizacja terrorystyczna
PKK uznawana jest za organizację terrorystyczną przez Australię, Kanadę, Kazachstan, Irak, Iran, Japonię, Unię Europejską, Stany Zjednoczone, Syrię, Turcję i Wielką Brytanię. W praktyce na arenie międzynarodowej traktowana jest jako partner w negocjacjach politycznych.

## Jako organizacja przestępcza
Według szacunków Interpolu źródłem finansowania działalności organizacji jest handel narkotykami. Interpol w 1992 roku poinformował o tym, że PKK kontrolowała nawet do 80% europejskiego rynku narkotykowego. Ugrupowanie jest również zaangażowane w pranie pieniędzy. Proceder ten odbywa się poprzez różnego rodzaju firmy, instytucje, czy organizacje charytatywne.
W maju 2008 roku partia wpisana została na amerykańską listę handlarzy narkotyków.

## Flagi używane przez partię

Flaga PKK w latach 1978–1995
Flaga PKK w latach 1995–2002
Flaga KADEK w latach 2002–2003
Flaga KONGRA-GEL w latach 2003–2005
Flaga PKK od 2005 roku